# Under the Pipal Tree
Under the Pipal Tree é o álbum de estreia da banda japonesa de post-rock Mono, foi lançado em 2001 pela Tzadik Records do Japão.

## Faixas
1. "Karelia (Opus 2)" – 12:30
2. "The Kidnapper Bell" – 10:00
3. "Jackie Says" – 7:31
4. "Op Beach" – 5:48
5. "Holy" – 1:40
6. "Error #9" – 12:30
7. "L'America" – 4:37
8. "Human Highway" – 9:05